# Шили (Джангельдинский район)
Шили (каз. Шилі) — село в Джангельдинском районе Костанайской области Казахстана. Административный центр и единственный населённый пункт Шилинского сельского округа. Код КАТО — 394265100.

## Население
В 1999 году население села составляло 706 человек (341 мужчина и 365 женщин). По данным переписи 2009 года, в селе проживало 466 человек (238 мужчин и 228 женщин).

## Известные жители и уроженцы
- Кирмандаев, Фатхолла (1891 — ?) — Герой Социалистического Труда.